# Diana Ciucă
Diana Cristiana Ciucă (n. 1 iunie 2000, în Craiova) este o handbalistă română care joacă pe postul de portar pentru clubul Rapid București. Ciucă a făcut anterior parte din echipa națională pentru junioare și din cea pentru tineret și este actualmente componentă a echipei naționale a României.

## Biografie
Diana Ciucă și-a petrecut perioada de juniorat la echipa HCM Craiova și a fost apoi selectată la Centrul Național de Excelență Râmnicu Vâlcea, având dublă legitimare. În anul 2017 a participat cu echipa României la Campionatul European pentru Junioare U17 și a fost aleasă în echipa ideală a competiției. Tot în acel an a câștigat medalia de aur la Jocurile Mediteraneene pentru aceeași categorie de vârstă.
În septembrie 2017, Ciucă a fost transferată de SCM Râmnicu Vâlcea și inclusă în echipa de senioare. Ciucă a evoluat pentru echipa vâlceană până în vara anului 2021 când s-a transferat la Rapid București. În 2018 a participat cu echipa U18 a României la Campionatul Mondial pentru Junioare U18.

## Palmares
- Liga Campionilor:
  - Sfertfinalistă: 2020, 2023
  - Optimi de finală: 2021
  - Grupe: 2024

- Cupa EHF:
  - Turul 3: 2019

- Liga Națională:
  -  Câștigătoare: 2019, 2022
  -  Medalie de argint: 2023, 2024
  -  Medalie de bronz: 2021

- Cupa României:
  -  Câștigătoare: 2020
  -  Medalie de argint: 2018, 2019

- Supercupa României:
  -  Câștigătoare: 2018, 2020
  -  Medalie de argint: 2019, 2022, 2023

- Jocurile Mediteraneene U17:
  -  Medalie de aur: 2017

## Distincții individuale
- Cel mai bun portar de la Campionatul European U17: 2017;[9]
- Cel mai bun portar de la Trofeul Carpați pentru junioare: 2017;[10]
- Inclusă de EHF în lista celor mai promițătoare 20 de tinere handbaliste din Europa: septembrie 2018;[12]